# Episodi di The Millionaire (quinta stagione)
La quinta stagione della serie televisiva The Millionaire è andata in onda negli Stati Uniti dal 3 settembre 1958 al 10 giugno 1959 sulla CBS.
| nº | Titolo originale             | Prima TV USA      |
| -- | ---------------------------- | ----------------- |
| 1  | The Betty Hawley Story       | 3 settembre 1958  |
| 2  | The Norman Conover Story     | 10 settembre 1958 |
| 3  | The Fred Morgan Story        | 17 settembre 1958 |
| 4  | The Ken Leighton Story       | 24 settembre 1958 |
| 5  | The David Barrett Story      | 1º ottobre 1958   |
| 6  | Millionaire Martin Scott     | 8 ottobre 1958    |
| 7  | The Ellen Curry Story        | 15 ottobre 1958   |
| 8  | The William Vaughan Story    | 22 ottobre 1958   |
| 9  | Ralph the Cat                | 29 ottobre 1958   |
| 10 | Millionaire Dan Howell       | 5 novembre 1958   |
| 11 | The Newman Johnson Story     | 12 novembre 1958  |
| 12 | The Lee Randolph Story       | 19 novembre 1958  |
| 13 | The Frank Harrigan Story     | 3 dicembre 1958   |
| 14 | The Pete Hopper Story        | 10 dicembre 1958  |
| 15 | The Eric Lodek Story         | 17 dicembre 1958  |
| 16 | The William Courtney Story   | 7 gennaio 1959    |
| 17 | The Terrence Costigan Story  | 14 gennaio 1959   |
| 18 | The Irene Marshall Story     | 21 gennaio 1959   |
| 19 | The Julia Conrad Story       | 28 gennaio 1959   |
| 20 | Millionaire Emily Baker      | 4 febbraio 1959   |
| 21 | Millionaire John Rackham     | 11 febbraio 1959  |
| 22 | Millionaire Father Gilhooley | 18 febbraio 1959  |
| 23 | The Hank Butler Story        | 25 febbraio 1959  |
| 24 | Millionaire Charlie Weber    | 4 marzo 1959      |
| 25 | Millionaire Angela Temple    | 11 marzo 1959     |
| 26 | Millionaire Alicia Osante    | 18 marzo 1959     |
| 27 | Millionaire Marcia Forrest   | 25 marzo 1959     |
| 28 | Millionaire Henry Banning    | 1º aprile 1959    |
| 29 | Millionaire Sally Simms      | 8 aprile 1959     |
| 30 | Millionaire Ann Griffin      | 15 aprile 1959    |
| 31 | The Karl Miller Story        | 22 aprile 1959    |
| 32 | Millionaire Gilbert Burton   | 29 aprile 1959    |
| 33 | Millionaire Susan Ballard    | 6 maggio 1959     |
| 34 | Millionaire Bill Franklin    | 13 maggio 1959    |
| 35 | The Louise Benson Story      | 20 maggio 1959    |
| 36 | Millionaire Martha Halloran  | 27 maggio 1959    |
| 37 | Millionaire Charles Bradwell | 10 giugno 1959    |

## The Betty Hawley Story
- Prima televisiva: 3 settembre 1958

### Trama
- Interpreti: Dean Cromer (Sam), Lisa Daniels (Betty Hawley), Richard Jaeckel (John Hawley), Don Kennedy (Chuck), Dan Seymour (Sawyer), Tido Fedderson (suora)

## The Norman Conover Story
- Prima televisiva: 10 settembre 1958

### Trama
- Interpreti: Jocelyn Brando (Janet Conover), Marguerite Chapman (Myra Putnam), Bobby Driscoll (Lew Conover), Roy Engel (John - Police Officer), Leif Erickson (Norman Conover), John McNamara (dottor Carl Huston)

## The Fred Morgan Story
- Prima televisiva: 17 settembre 1958

### Trama
- Interpreti: James Best (Fred Morgan), Barry Cahill (Stainer), Karen Steele (Rita Morgan), John Truax (ufficiale), Tido Fedderson (Tido - segretaria)

## The Ken Leighton Story
- Prima televisiva: 24 settembre 1958

### Trama
- Interpreti: John Milford (Sam), George N. Neise (Grady), Joan Vohs (Marianne Leighton), Dick York (Ken Leighton), Tido Fedderson (passante)

## The David Barrett Story
- Prima televisiva: 1º ottobre 1958

### Trama
- Interpreti: David Janssen (David Barrett), Dorothy Provine (Susan MacIntyre), K.L. Smith (Gentry), Torin Thatcher (Max MacIntyre), Tido Fedderson (cameriera)

## Millionaire Martin Scott
- Prima televisiva: 8 ottobre 1958

### Trama
- Interpreti: Lewis Charles (Carson), Margaret Hayes (Lee Scott), Lee Kinsolving (Jerry Scott), Patric Knowles (Martin Scott), Nancy Millard (Mary - segretaria), Tido Fedderson (Racetrack Bettor)

## The Ellen Curry Story
- Prima televisiva: 15 ottobre 1958

### Trama
- Interpreti: Sheridan Comerate (John Curry - After), Audrey Dalton (Ellen Curry), Kevin Del Grande (John Curry - Before), Maris Wrixon (Mrs. Robinson), Tido Fedderson (Woman Leaving Apartment)

## The William Vaughan Story
- Prima televisiva: 22 ottobre 1958

### Trama
- Interpreti: Edgar Buchanan (William Eliot Vaughan), Robert Gothie (Bill Marsden), Helen Kleeb (Evelyn Vaughan), Jennifer Lea (infermiera Meg Andrews), Adrienne Marden (Mrs. Howard Marsden), Lewis Martin (Robert Vaughan), Nelson Welch (Pearson), Tido Fedderson (Knitting Vaughan Relative)

## Ralph the Cat
- Prima televisiva: 29 ottobre 1958

### Trama
- Interpreti: Loie Bridge (Amanda), Charles Lane (Whipple), Del Moore (Howard), Jean Willes (Judy)

## Millionaire Dan Howell
- Prima televisiva: 5 novembre 1958

### Trama
- Interpreti: Carl Christian (Porter), Susan Davis (madre), Stephen Dunne (Dan Howell), Stanley Fafara (Boy), Thomas Browne Henry (conducente), Harry Landers (Link Bailey), Mark Scott (uomo), James Seay (dottor Barton), Celia Whitney (Jane Howell), Tido Fedderson (passeggero del treno)

## The Newman Johnson Story
- Prima televisiva: 12 novembre 1958

### Trama
- Interpreti: Alice Allyn (Shirley), Orson Bean (Newman Johnson), Douglass Dumbrille (B. G. Greenwise), Rick Ellis (Edgar), Peter Leeds (Martin Wilson), Sue Randall (Kathy Taylor Johnson), Amzie Strickland (Amy Taylor), Tido Fedderson (Greenwise Office Employee)

## The Lee Randolph Story
- Prima televisiva: 19 novembre 1958

### Trama
- Interpreti: Robert Rockwell (Dolph Randolph), Eleanore Tanin (Connie), Jack Lord (Lee Randolph), Tido Fedderson (infermiera)

## The Frank Harrigan Story
- Prima televisiva: 3 dicembre 1958

### Trama
- Interpreti: Arthur Franz (Frank Harrigan), Joan Granville (Dorothy Burns), Virginia Leith (Lil Harrigan), Alan Reynolds (Mr. Vinson), Dan Riss (Chuck)

## The Pete Hopper Story
- Prima televisiva: 10 dicembre 1958

### Trama
- Interpreti: William Bishop (Pete Hopper), Robert Eyer (Bruce), Carl Milletaire (Scanlon), Carol Ohmart (Phyllis), Tido Fedderson (infermiera)

## The Eric Lodek Story
- Prima televisiva: 17 dicembre 1958

### Trama
- Interpreti: Stephen Bekassy (Eric Lodek), Ray Danton (Nick Slade), Chana Eden (Marika), Robert Keys (impiegato), Tom Vize (Trooper), Tido Fedderson (ospite Hotel)

## The William Courtney Story
- Prima televisiva: 7 gennaio 1959

### Trama
- Interpreti: Pat Conway (William Courtney), Harry Lauter (Anders), Richard Ney (Mr. Cavanaugh), Sally Pierce (Millicent Randall)

## The Terrence Costigan Story
- Prima televisiva: 14 gennaio 1959

### Trama
- Interpreti: Sue George (Sally Steadman), Maudie Prickett (Rose), Skip Ward (Bridges), Charles Winninger (Terrence Costigan)

## The Irene Marshall Story
- Prima televisiva: 21 gennaio 1959

### Trama
- Interpreti: Jan Clayton (Irene Marshall), James Griffith (Allan Reese), John Hoyt (Sorens), John Stephenson (dottor Cartwright)

## The Julia Conrad Story
- Prima televisiva: 28 gennaio 1959

### Trama
- Interpreti: Robert Alda (Gilbert Patterson), Raymond Bailey (Charles Carson), Allen Doremus (Messenger), Ellen Drew (Julia Conrad), Tido Fedderson (avventore del ristorante)

## Millionaire Emily Baker
- Prima televisiva: 4 febbraio 1959

### Trama
- Interpreti: Sally Forrest (Emily Baker), Charles Anthony Hughes (Cabbie), John Lupton (Dan Corbin), Ezelle Poule (Miss Perry), Frank Puglia (Pucci), Tido Fedderson (Turned-Away Restaurant Patron)

## Millionaire John Rackham
- Prima televisiva: 11 febbraio 1959

### Trama
- Interpreti: Gloria Castillo (Anna Krishna), David Cross (Bert Edwards), Abraham Sofaer (dottor Krishna), Tido Fedderson (Marketplace Shopper)

## Millionaire Father Gilhooley
- Prima televisiva: 18 febbraio 1959

### Trama
- Interpreti: Donald Foster (dottor Jim Lawrence), Joseph Hamilton (Bishop), Cecil Kellaway (padre Gilhooley), B.G. Norman (Danny Burke), Lillian Powell (Mrs. Corbett), Larry Thor (Mr. Taylor), John Wilder (McGrath), Tido Fedderson (passante)

## The Hank Butler Story
- Prima televisiva: 25 febbraio 1959

### Trama
- Interpreti: Patricia Barry (Judy), Lynette Bernay (Betsy), Richard Gaines (Ethan), Robert Knapp (Hank Butler), Martha Wentworth (Mrs. Fraley), Tido Fedderson (Client)

## Millionaire Charlie Weber
- Prima televisiva: 4 marzo 1959

### Trama
- Interpreti: Joe Downing (Frankie), Joe Mantell (Charlie Weber), Virginia Vincent (Flo), George Wallace (Pete)

## Millionaire Angela Temple
- Prima televisiva: 11 marzo 1959

### Trama
- Interpreti: William Fawcett (Miggs), Ruta Lee (Angela Temple), Robert Paquin (Hunter), Dennis Patrick (Kirk), Barry Russo (Dewey), Tido Fedderson (passante)

## Millionaire Alicia Osante
- Prima televisiva: 18 marzo 1959

### Trama
- Interpreti: Rita Moreno (Alicia Osante), Ben Cooper (William Williams), Lisa Simone (Miss France), Mary Ford (Miss Minnesota), Lilane Taekenans (Miss Belguim), Geri Hoo (Miss Hawaii), Tido Fedderson (Airline Passenger)

## Millionaire Marcia Forrest
- Prima televisiva: 25 marzo 1959

### Trama
- Interpreti: Nancy Gates (Marcia Forrest), Gene Nelson (Forrest)

## Millionaire Henry Banning
- Prima televisiva: 1º aprile 1959

### Trama
- Interpreti: Lee Aaker (Tommy Spencer), Jim Backus (Henry Banning), Paul Langton (Spencer), Fay McKenzie (Ruth Spencer)

## Millionaire Sally Simms
- Prima televisiva: 8 aprile 1959

### Trama
- Interpreti: Mason Alan Dinehart (Don Carter), Elisabeth Fraser (Susan Simms), Elliott Reid (Douglas Thorp), Venetia Stevenson (Sally Simms), Tido Fedderson (Cruise Passenger)

## Millionaire Ann Griffin
- Prima televisiva: 15 aprile 1959

### Trama
- Interpreti: Ernestine Barrier (Mrs. Mahoney), Whit Bissell (James Mahoney), Ronnie Burns (Vic Griffin), Erskine Johnson (se stesso), Barbara Lord (Ann Griffin), Sidney Skolsky (se stesso), Tido Fedderson (Well-Wisher)

## The Karl Miller Story
- Prima televisiva: 22 aprile 1959

### Trama
- Interpreti: Jean Allison (Ellen), Paul Burke (Nellis), John Carradine (Karl Miller)

## Millionaire Gilbert Burton
- Prima televisiva: 29 aprile 1959

### Trama
- Interpreti: Carleton Carpenter (Gilbert Burton), Sidney Clute (Max), Dolores Donlon (Maggie 'Margot 'Carter), Grant Williams (Mike 'Maurice' Carter), Tido Fedderson (avventore del nightclub)

## Millionaire Susan Ballard
- Prima televisiva: 6 maggio 1959

### Trama
- Interpreti: Patricia Breslin (Susan Ballard), Rhodes Reason (Gilbert)

## Millionaire Bill Franklin
- Prima televisiva: 13 maggio 1959

### Trama
- Interpreti: Virginia Field (Claire), Marc Platt (David West), Carol Morris (Vera), Kent Smith (Bill Franklin), John Van Dreelen (Hugh)

## The Louise Benson Story
- Prima televisiva: 20 maggio 1959

### Trama
- Interpreti: Robert Boon (Giroux), Beverly Garland (Louise Benson), Don Gordon (Paul), Greta Granstedt (Mme. Giroux), Marshall Kent (dottore), Tomas Milian (Second Sailor), Tido Fedderson (infermiera)

## Millionaire Martha Halloran
- Prima televisiva: 27 maggio 1959

### Trama
- Interpreti: Clifford Botelho (Pablo Guitterez), Patricia Donahue (Martha Halloran), Lydia Goya (Lolita), Stephen Roberts (Harlow), Bill Williams (Clint Halloran), Tido Fedderson (passante at Hospital)

## Millionaire Charles Bradwell
- Prima televisiva: 10 giugno 1959

### Trama
- Interpreti: Sheila Connolly (Young Girl), Helene Heigh (Mrs. Kester), Leonid Kinskey (Woody), Tommy Kirk (Tom Morrison), Mary LaRoche (Ann Powell Morrison), Frank McHugh (Charles Bradwell), Carol Nugent (Judy Morrison), Tido Fedderson (Picnicker)